# Litoria brevipes
Litoria brevipes är en groddjursart som först beskrevs av Peters 1871.  Litoria brevipes ingår i släktet Litoria och familjen lövgrodor. IUCN kategoriserar arten globalt som livskraftig. Inga underarter finns listade i Catalogue of Life.